# Pierwiosnek kubkowaty
Pierwiosnek kubkowaty (Primula obconica Hance), syn. pierwiosnka kubkowata, pierwiosnek pokojowy, prymulka pokojowa  – gatunek byliny należący do rodziny pierwiosnkowatych. Pochodzi z Chin i Tajlandii. W Polsce uprawiany jako roślina ozdobna.

## Morfologia
LiścieOwalne lub sercowate, długoogonkowe, bladozielone, owłosione, nieco klapowane, ząbkowane.
KwiatyGłąbik kwiatowy o wysokości do 40 cm. Kwiaty o nierównych szypułkach zebrane w szczytowym i gęstym baldaszku. Korona kwiatu purpurowa, liliowa, niebieska lub biała. Płatki wcięte.

## Zastosowanie
W Polsce ze względu na wymagania (strefy mrozoodporności 8-11) jest uprawiany głównie jako roślina jednoroczna lub roślina pokojowa. Rozmnażany jest głównie szklarniach i sprzedawany w doniczkach w postaci kwitnących już roślin. Rozmnaża się z nasion, które wysiewa się od czerwca do sierpnia, we wrześniu doniczkuje, w listopadzie przesadza do większych doniczek. Rozpoczyna kwitnienie od listopada do stycznia i sprzedawany jest w postaci kwitnących okazów. Może być też wysiewany w miesiącach od lutego do czerwca, po wschodzie pikowany do małych doniczek, jesienią do większych, a przez zimę przetrzymywany w chłodniejszym pomieszczeniu (temp. 10-13° C). Zakwita wówczas wiosną.